# پیلکومایو
رود پیلکومایو رودخانه‌ای در بخش‌های مرکزی آمریکای جنوبی است که به عنوان شاخه‌ای از رود پاراگوئه، از سمت غرب به آن می‌پیوندد. حوضه آبریز رود ۲۷۰۰۰۰ کیلومتر مربع است که جمعیتی بالغ بر ۵/۱ میلیون نفر را در سه کشور پاراگوئه، آرژانتین و بولیوی در بر می‌گیرد.
این رود از تپه‌های دامنه کوه کوردیرای آند، بین بخش‌های پوتوسی و ارورو، در شرق دریاچه پوپو بولیوی سرچشمه می‌گیرد و در مسیری به طول ۲۰۰۰ کیلومتر، رو به جنوب شرق و بخش‌های تاریخا و چوکوئیساکا (بولیوی) جریان می‌یابد و با گذر از ایالت فورموزا آرژانتین و منطقه گران چاکو در پاراگوئه، مرز طبیعی بین آرژانتین و پاراگوئه را تشکیل می‌دهد. پس از آن در نزدیکی شهر آسونسیون، پایتخت پاراگوئه، به رود پاراگوئه می‌پیوندد.